# Skandináviai gót királyok listája
Az alábbi lista a mitikus és valóságos skandináviai gót királyokat tartalmazza a 7. századig családfájukkal együtt. A modern történelemtudomány azonban kétségbe vonja a skandináviai geták és a kelet-európai gótok azonosságának vagy közeli rokonságának középkori eredetű elméletét.

## Mitikus uralkodók
| Uralkodó     | Uralkodott | Névváltozat                                           | Megjegyzés    |
| ------------ | ---------- | ----------------------------------------------------- | ------------- |
| Erik         | ?          | Eiriker                                               |               |
| Dag          | ?          |                                                       |               |
| Gissur       | 4. század  | Gizur, Gizurr                                         |               |
| Gauti        | ?          | Gautr, Guti, Gothus, Geat, Göte                       |               |
| Ring         | ?          |                                                       | Gauti fia.    |
| Heroth       | ?          | Herrauðr, Herraud, Herröðr, Herruðr, Herrud, Herothus | Ring fia.     |
| Gautrekr     | ?          | Gautrek, Götrik den milde                             | Gauti fia.    |
| Ketill       | ?          |                                                       | Gautrekr fia. |
| Hrolfr       | ?          | Rolf                                                  | Gautrekr fia. |
| Gestumblindi | ?          |                                                       |               |
| Yngwin       | ?          | Yngve                                                 |               |
| Siward       | ?          |                                                       |               |
| Algaut       | 4. század  | Algöt                                                 |               |
| Thorir       | ?          |                                                       |               |

## Középkori királyok

### Sikling-házi királyok
| Uralkodó | Uralkodott | Névváltozat | Megjegyzés |
| -------- | ---------- | ----------- | ---------- |
| Sigar    | ?          |             |            |
| Siggeir  | 5. század  | Siggeier    | Sigar fia. |

### Hretheling-házi királyok
| Uralkodó | Uralkodott     | Névváltozat                           | Megjegyzés          |
| -------- | -------------- | ------------------------------------- | ------------------- |
| Swerting | ?              | Sguerthing, (Swartingaz)              |                     |
| Hrethel  | ?              | Hreðel, (Hrōþilaz, Hrōþila, Hrōþilōn) | Swerting fia.       |
| Haethcyn | †514/515       | Hæþcyn, (Haþukunjaz)                  | Hreðel fia.         |
| Hygelac  | †516           | Hugleikr, (Hugilaikaz)                | Hreðel fia.         |
| Heardred | †530 körül     | (Hardurādaz)                          | Hygelac fia.        |
| Beowulf  | †580 körül (?) | Bjólfr, (Bīōwulfaz)                   | Hygelac unokaöccse. |

### Ylfing-házi királyok
| Uralkodó | Uralkodott | Névváltozat   | Megjegyzés    |
| -------- | ---------- | ------------- | ------------- |
| Helm     | ?          |               |               |
| Hogne    | 7. század  | Högne         |               |
| Hjorvard | 7. század  | Hjörvard      | Högne veje.   |
| Hjormund | 7. század  | Hjörmund      | Hjörvard fia. |
| Helgi    | ?          | ~Hundingsbane | Hjörvard fia. |

## Családfák a rokoni kapcsolatokhoz
```
 

                          Höfund ∞ Hervor
                                 |
                        Åke      |     Humble
                         |       |        |
                       Olof ∞ Heidrek ∞ Sifka
                    Hergerd ∞    :    |
                            |    : Angantyr
                         Hervor  :
                                 :
                               Hlöd
```

```
                                Þjálfi
                                  |
                                Hafþi
                                  |
                        ---------------------
                        |         |         |
                      Graipr    
Gauti
    Gunfjaun
                                  |
                          -----------------            Harald
                          |               |              |      Olaf
                         
Ring
          
Gautrekr
 ∞(1) Álfhildr    |
                          |:........       |    ∞(2) Olof---------
              Hleið ∞ 
Herrauðr
     :       |      |
                    |            Sjóðr     --------
                  Þóra                         |
                                              /1/
                                               |
                                    -----------------------------
                                    |         |         |       |
                                 
Ketill
     
Hrólfr
    Helga   
Algöt
```

```
                                             
Yngwin

                                               |
                                             Siwald
                                               |
                                             Sigar
                                               |
                                    -------------------------
                                    |                       |
                         Alfhild ∞ Alf  Borgar         2 gyermek
                                 |        |
                               Gurid ∞ Halfdan
                                     |
                                  Harald
```

```
                       
Swerting

                          |
                        
Hreðel

                          |
            ------------------------------
            |         |       |          |
         Herebeald  
Hæþcyn
  
Hygelac
    leány ∞ Ecgþeow
                             ∞Hygd           |
                              |           
Beowulf

                       ---------------
                       |             |
                    
Heardred
       leány ∞ Eofor
```

```
                        Völsung
                           |
                -------------------        ----------------------------------------
                |                 |        |                                      |
  Borghild ∞ Sigmund            Signy ∞ Siggeir    
Högne
                          N
           |                                         |                            |
  --------------------------       ------------------------------               Sigar
  |      |       |         |       |       |      |      |      |                 |
Sigurd Hamund Szinfjötli 
Helgi
 ∞ Sigrún  Hildur  Bragi  Dag   Hilda ∞ Granmar   Signe
                                                                    |
                                               ----------------------------------------
                                               |       |           |        |          |
                                    
Hjörvard
 ∞ N   Hildigunn   Hodbrodd   Gudmund   Starkad
```